# Trandeiras
Trandeiras ist ein Ort und eine ehemalige Gemeinde (Freguesia) im Norden Portugals.

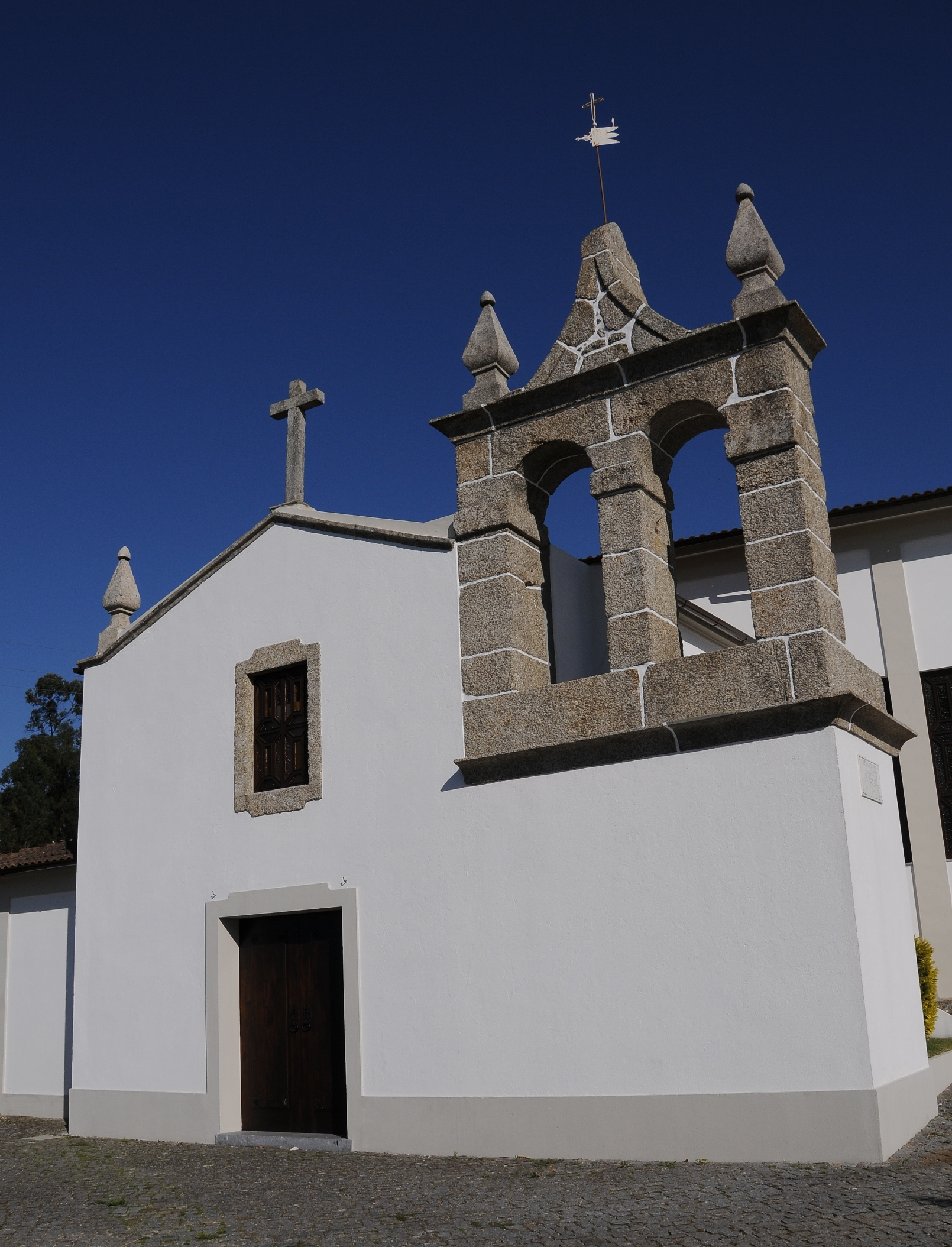
Kirche von Trandeiras

Trandeiras gehört zum Kreis Braga im gleichnamigen Distrikt Braga. Die Gemeinde hatte eine Fläche von 0,94 km² und 700 Einwohner (Stand 30. Juni 2011).
Am 29. September 2013 wurden die Gemeinden Trandeiras und Morreira zur neuen Gemeinde União das Freguesias de Morreira e Trandeiras zusammengeschlossen.